# Sterlina scozzese
La sterlina scozzese (in inglese: Pound Scots, Scots: Pund Scots) era l'unità monetaria del Regno di Scozia prima dell'Unione politica e monetaria con il Regno d'Inghilterra del 1707. 
Fu introdotta da Davide I di Scozia sul modello delle monete inglese e francese, secondo le caratteristiche della monetazione carolingia. 
La sterlina era divisa in 20 scellini ciascuno di 12 pence. La moneta scozzese in seguito subì una forte svalutazione nei confronti della sterlina inglese, e al tempo di Giacomo III di Scozia, la sterlina inglese valeva 4 sterline scozzesi.
Oltre alla sterlina scozzese, vennero coniate monete d'argento denominate merk, dal valore di 13 scellini e 4 pence (2/3 di una sterlina scozzese). 
Quando Giacomo VI di Scozia divenne Re Giacomo I d'Inghilterra nel 1603, la monetazione fu riformata per corrispondere a quella inglese, con 12 sterline scozzesi che valevano esattamente una sterlina inglese. Nel 1707, la sterlina scozzese fu sostituita da quella inglese con un cambio di 12 a 1. Tuttavia la sterlina scozzese continuò ad essere usata in Scozia come unità di conto per gran parte del XVIII secolo.
Oggi non c'è distinzione tra sterlina inglese e scozzese, ma le tre più grandi banche scozzesi (Royal Bank of Scotland, Bank of Scotland e Clydesdale Bank) continuano a stampare banconote per l'uso interno. Queste banconote sono generalmente accettate anche nel resto del Regno Unito, ma si possono trovare molto più facilmente in Scozia. Hanno lo stesso valore della sterlina inglese come quelle stampate dalla Bank of England in Inghilterra e Galles.